# 牧野由依
牧野 由依（まきの ゆい、1986年〈昭和61年〉1月19日 - ）は、日本の声優、女優、歌手、ピアニスト。
三重県志摩市出身、所属芸能事務所はアミューズ、所属レコードレーベルはフライングドッグ。

## 経歴
東京音楽大学付属高等学校、東京音楽大学器楽専攻ピアノ科卒業。

### キャリア

#### 子役時代
3歳から子役タレント事務所・シーアンドティー（キャロット）に所属し芸能活動を開始する。父親が音楽の仕事をしていた関係で、当初はラジオCM、テレビCMのスポット録りの手伝いをしていた。後にキャロットの大人タレント部門・オフィス高木にも所属した。4歳よりピアノを習い始める（斉藤恒芳、加藤麗子、歳森今日子に師事）。幼い頃から音楽をしていた父親の姿を自然とマネることがあったが、ある日、父がピアノで弾いていた『チューリップ』は父親なりにアレンジしたとても壮大な曲であり、それを聴いたところ悔しく「パパに弾けて由依に弾けないはずはない!」とピアノを本格的に習うことになったという。小学3，4年生の頃に子役事務所に所属して本格的に芝居をするようになった。
8歳の時に父親の牧野信博がバックバンドとしてステージをサポートした麗美の紹介で岩井俊二と出会い、『Love Letter』に劇伴のピアノ演奏で参加する。以後、『リリイ・シュシュのすべて』、『花とアリス』の劇伴でもピアノ演奏をした。
小学校4、5年生の時、1回辞めてレッスンに行かなくなっていたが、ある時、同級生の女子が音楽室でパッヘルベルの『カノン』を弾いており、当時は何の曲かはわからず「いい曲だな」と思っていたという。その女子とはあまり仲良くなかったが、背に腹はかえられないと「その曲の譜面はありますか」と持ってきてもらって弾いていた。しかししばらく練習していなかったことから指が動かなく悔しく「またピアノを始めよう」と思ったのはそれがきっかけだったという。

#### 声優・歌手として
タレントをしながら学校に通っていたが、高校2年生の時に「将来の自分のお仕事として、芸能活動をしっかりとやっていけるようにしたい！」と考えて、2004年9月、18歳の時に知り合いに聞いた『創聖のアクエリオン』のEDテーマのオーディションに参加。2005年春に菅野よう子の目にとまり、「オムナ マグニ」（テレビアニメ『創聖のアクエリオン』エンディングテーマ）を歌唱。同時に『創聖のアクエリオン』のプロデューサーに「声のお仕事には興味ない?」と言われ、人の前に出て何かを表現することを将来の仕事にしたいと考えていたため、「ぜひ受けさせてください」とお願いしていた。NHK教育テレビのプロデューサーからの誘いを受けて、『ツバサ・クロニクル』のヒロイン役のオーディションを受けて、『ツバサ・クロニクル』ヒロインのサクラ役で声優デビューを果たし、声優としての活動を開始する。なお、子役時代に短編アニメやラジオドラマなどにも出演しており、声優経験は少なからずあった。
2005年8月、シングル「アムリタ」（『劇場版ツバサ・クロニクル 鳥カゴの国の姫君』エンディング主題歌）で歌手デビューを果たし、本格的な歌手活動も開始した（以降のリリースはディスコグラフィの項を参照）。
2008年3月19日、大学を卒業。2009年2月1日には所属芸能事務所をサンミュージック出版からBGBカンパニーに移籍。その後、2012年5月1日付でBGBカンパニーからアミューズに移籍したことを自身のブログで報告した。
以前FlyingDogとアーティスト契約をしていたが、2009年までに契約終了。
2009年12月2日に開催された自身のライブコンサートで、所属レコード会社をエピックレコードジャパンに移籍したことが発表された。
2010年3月3日に移籍後初シングル「ふわふわ♪」を発売。この曲のミュージック・ビデオは牧野直々のオファーにより、かつて牧野を見出した岩井俊二が手がけることとなった。
2014年5月31日にキリスト品川教会グローリア・チャペルにて開催された「Yui Makino Concert “Re: あのぉ〜、新曲はいつですか?”」で、8月20日の「ハニワの日」に11thシングル「囁きは"Crescendo"」の発売とインペリアルレコードへの移籍が発表された。

### 現在まで
2018年、牧野が上富良野町のラベンダーを使用したポッカサッポロフード&ビバレッジの「富良野ラベンダーティー」を愛飲している縁で、上富良野町の「かみふらのPR大使」に任命された。

## 人物
声優としては、多数の作品に出演している一方、アーティストとしてもアニメタイアップ・CMタイアップの楽曲を手掛ける。
趣味・特技はピアノ。
昔は薬剤師になりたかったという。
一人っ子である。

## 親族
従妹は元文化放送・茨城放送アナウンサーの石田絵里奈。
2020年6月12日、俳優・シンガーソングライターの三浦祐太朗と結婚したことを発表した。これによって、俳優の三浦友和が義父、元歌手の山口百恵が義母、俳優の三浦貴大が義弟となった。
2021年10月13日、第1子妊娠を報告。2022年3月21日、第1子女児出産を報告。

## 出演
太字はメインキャラクター。

### テレビアニメ
1996年
- バベルの本（妹）

2005年
- ツバサ・クロニクル（2005年 - 2006年、サクラ）

2006年
- ARIA The NATURAL（茜）
- N・H・Kにようこそ!（中原岬）
- ころんちゃん（ビェーバー / ボヤギ）
- スパイダーライダーズ 〜オラクルの勇者たち〜（少女）
- ゼーガペイン（メイウー）

2007年
- 風のスティグマ（ラピス / 翠鈴）
- スケッチブック 〜full color's〜（鳥飼葉月）
- ぼくらの（アンコ / 往住愛子）

2008年
- ゲゲゲの鬼太郎（第5作）（まゆ）

2009年
- 明日のよいち!（燕つばさ）
- キディ・ガーランド（さくら）
- 宇宙をかける少女（河合ほのか）
- 大正野球娘。（桜見鏡子）
- NEEDLESS（未央）
- ねぎぼうずのあさたろう（お菊）

2010年
- Angel Beats!（遊佐）
- のだめカンタービレ フィナーレ（奈村里麻）

2011年
- あの日見た花の名前を僕達はまだ知らない。（亜紀）
- UN-GO（梅澤夢乃）
- おじゃる丸 第14シリーズ（ケイト）
- C（生田羽奈日）

2012年
- 氷菓（三石）

2013年
- ステラ女学院高等科C3部（大和ゆら）
- 団地ともお（木下君子、春日とも子）
- ファンタジスタドール（オフィーリア）
- ロボカーポリー（クリニー、ティム）

2014年
- アオハライド（由美）
- ガンダムビルドファイターズトライ（2014年 - 2016年、ホシノ・フミナ） - 1シリーズ + 特別編
- スペース☆ダンディ（ソバカス）
- そにアニ -SUPER SONICO THE ANIMATION-（ミーナ）
- 棺姫のチャイカ（レイラ） - 2シリーズ
- フランチェスカ（フランチェスカ）
- ヤマノススメ シリーズ（2014年 - 2022年、笹原ゆうか） - 3シリーズ

2015年
- アイドルマスター シンデレラガールズ（佐久間まゆ） - 2シリーズ
- うしおととら（2015年 - 2016年、羽生礼子） - 2シリーズ
- プリパラ（2015年 - 2017年、黒須あろま）
- 放課後のプレアデス（ひかる）
- 山田くんと7人の魔女（大塚芽子

、ジャイ子）
2016年
- うどんの国の金色毛鞠（ミミ、お遍路さん、小学生、みっこちゃん、UMA、女性B）
- おしえて! ギャル子ちゃん（フジ美）
- 少年メイド（鳳美耶子）
- 石膏ボーイズ（花屋敷ミラ、母親）
- ハンドレッド（エリカ・キャンドル）
- モンスターハンター ストーリーズ RIDE ON（2016年 - 2018年、アユリア）

2017年
- スクールガールストライカーズ Animation Channel（蒼井雪枝）
- アイドルマスター シンデレラガールズ劇場（2017年 - 2019年、佐久間まゆ） - 4シリーズ
- サクラダリセット（村瀬陽香）
- ねこねこ日本史（アシスタント、芳菊丸、宮部鼎蔵）
- アイドルタイムプリパラ（2017年 - 2018年、黒須あろま）
- 恋と嘘（真田莉々奈）
- 王様ゲーム The Animation（上田佳奈）

2018年
- ポチっと発明 ピカちんキット（ゆいちゃん）
- 寄宿学校のジュリエット（母親）

2019年
- 真夜中のオカルト公務員（松野泉美、葵、相田小春、コンビニ店員）
- 手品先輩（生徒、保育士）
- アイカツオンパレード!（2019年 - 2020年、姫石さあや）

2020年
- ランウェイで笑って（セイラ）
- キラッとプリ☆チャン（婚田アナ）

2021年
- 赤ちゃん本部長（ナレーター、高田）
- さよなら私のクラマー（桐島千花）
- 平穏世代の韋駄天達（ラキ）

2022年
- 東京24区（櫻木まり）
- ふしぎ駄菓子屋 銭天堂（森元りえ）
- 異世界美少女受肉おじさんと（ユグレイン）
- それしか ないわけ ないでしょう（おかあさん）
- かぎなど Season2（遊佐）

2023年
- ひろがるスカイ!プリキュア（早乙女まりあ）

2025年
- 地獄先生ぬ〜べ〜 (2025)（菊池静）

### 劇場アニメ
2000年代
- 劇場版 ツバサ・クロニクル 鳥カゴの国の姫君（2005年、サクラ）
- トップをねらえ!&トップをねらえ2! 合体劇場版!!（2006年、アカイ・タカミ）

2010年代
- 心が叫びたがってるんだ。（2015年、亜紀）
- プリパラシリーズ（2015年 - 2025年、黒須あろま） - 6作品
- CYBORG009 CALL OF JUSTICE（2016年、カタリーナ・カネッティ）
- ゼーガペインADP（2016年、メイウー）

2020年代
- 映画 さよなら私のクラマー ファーストタッチ（2021年、谷安昭の母）
- ゼーガペインSTA（2024年、メイウー）

### OVA
2000年代
- ツバサ TOKYO REVELATIONS（2007年、サクラ）
- 星の海のアムリ（2008年、華凶院アムリ）
- ツバサ 春雷記（2009年、サクラ）
- Needless+ -聖リリィ学園の秘密-（2009年、未央）
- xxxHOLiC 春夢記 後編（2009年、さくら）

2010年代
- EX01 Reverberation；残響（2012年、ダシュカ）
- 金田一少年の事件簿「黒魔術殺人事件」（2012年、葉村いずみ）
- ファンタジスタ ステラ（2014年、福田しおり）
- 山田くんと7人の魔女（2014年、大塚芽子） - 原作第15巻限定版に付属
- ヤマノススメ セカンドシーズン（2014年、笹原ゆうか） - TV未放送話
- ヤマノススメ おもいでプレゼント（2017年、ゆうか、迷子の女の子）

### Webアニメ
2000年代
- livedoor Net Anime 暗黒キャット episode-1『暗黒キャットと迷子の親子』（2007年、リタ）

2010年代
- 放課後のプレアデス（2011年、ひかる）
- ホイッスル!（ボイスリメイク版）（2016年、小島有希）
- ガンダムビルドファイターズ バトローグ（2017年、ふみな）

2020年代
- アイドルマスター シンデレラガールズ劇場 Extra Stage（2020年、佐久間まゆ）
- アイドルランドプリパラ（2021年 - 2022年、黒須あろま）
- 賭ケグルイ双（2022年、乾千歳）
- CINDERELLA GIRLS 10th Anniversary Celebration Animation ETERNITY MEMORIES（2022年、佐久間まゆ）
- ガンダムビルドメタバース（2023年、あばたーふみな）

### ゲーム
2005年
- ツバサクロニクル（サクラ）

2009年
- アークライズファンタジア（リフィア）
- 大正野球娘。 〜乙女達乃青春日記〜（桜見鏡子）

2012年
- あの日見た花の名前を僕達はまだ知らない。（亜紀）

2013年
- アイドルマスター シンデレラガールズ（2013年 - 2023年、佐久間まゆ） - 2作品
- ファンタジスタドール ガールズロワイヤル（オフィーリア）

2014年
- スクールガールストライカーズ（蒼井雪枝）
- バレットガールズ（星川冥香）
- 巫女の杜（駒田佳保里）

2015年
- Angel Beats! -1st beat-（遊佐）
- 神撃のバハムート（エイファ）
- プリパラ（2015年 - 2019年、あろま、マイキャラ）
- ミリ姫大戦（キュリー、ハルトマン）

2016年
- Shadowverse（マステマ、ワイバーンライダー・エイファ、宝石のエルフ）
- 白猫プロジェクト（パルメ・フェネリー）
- バレットガールズ2（星川冥香）
- モンスターハンター ストーリーズ（アユリア）
- 嫁コレ（ひかる）

2017年
- デスティニーチャイルド（エシュ）
- モン娘☆は〜れむ（エーテル）

2018年
- プリパラ オールアイドルパーフェクトステージ!（黒須あろま）
- キングスレイド（エピス）
- キラッとプリ☆チャン（マイキャラ）
- 機動戦士ガンダム エクストリームバーサス2（2018年 - 2025年、ホシノ・フミナ） - 4作品

2019年
- スーパーロボット大戦DD（メイウー）

2020年
- スーパーロボット大戦X-Ω（すーぱーふみな）

2021年
- アイドルマスター ポップリンクス（佐久間まゆ）
- モンスターハンターストーリーズ2 ～破滅の翼～（アユリア）
- タイムディフェンダーズ（アイグレ）

2023年
- アイドルランドプリパラ（黒須あろま、マイキャラゲームボイス）
- 機動戦士ガンダム アーセナルベース（ホシノ・フミナ）

2025年
- モンスターストライク（レントゲン）

### ドラマCD
- Which Witch? キャラクターCDシリーズ（夕木沙希）
- N・H・Kにようこそ! ドラマアルバム 第20.5話 フルボイスにようこそ!（中原岬）
- かみせん。ドラマCD（宗方紀理夏）
- 恋と嘘シリーズ（2017年、真田莉々奈[113]） - 3作品
- 私立堀鐔学園シリーズ（サクラ）
- スクールガールストライカーズ 〜トゥインクルメロディーズ〜 Melody Collection ボイスドラマ（蒼井雪枝）
- スケッチブック 〜full color's〜 ドラマCD「Sketch Book Stories 〜前夜祭〜」（鳥飼葉月）
- ゼーガペイン audio drama OUR LAST DAYS（メイウー）
- 宇宙をかける少女 CDドラマ Vol.1 - 2（河合ほのか）
- TVアニメ 大正野球娘。ドラマCD（桜見鏡子）
- ツバサ・クロニクル ドラマ&キャラソンアルバム『王宮のマチネ』シリーズ（サクラ）
- はぢがーる（本田鈴[114]）
- ハンドレッド（エリカ・キャンドル[115]）※第8巻ドラマCD付き限定特装版
- メイド喫茶 JAMのフシギな一日〜Would you like a Riddle?〜（円堂彩[116]）
- わがまま戦隊ブルームハート!（東海寺ゆり〈ホワイトリリィ〉）
- Z/X -Zillions of enemy X- NF DramaCD (8)「Y.T.黙示録 †ル・シエル メモワール†」（クレプス）

### 吹き替え
- キスは背伸びして（ティンホア〈ヤオ・ディー〉）
- スキップ・ビート! 〜華麗的挑戦〜（最上キョーコ〈イーハン・チェン〉）
- BONES シーズン9 #23（ジェシカ・ウォレン、グレース・ハートランド）
- BONESシーズン10　#4、#10、#12（ジェシカ・ウォレン）
- スピリット:自由に駆け抜けて-ポニー物語-（ラッキー[117]〈アンバー・モンタナ〉）

### テレビドラマ
- 女と愛とミステリー「温泉仲居探偵の事件簿」（2002年、テレビ東京）- 一柳春子 役
- 女と愛とミステリー「消えた花嫁 〜 天竜・伊那殺人渓谷」（2003年、テレビ東京）- 房恵の少女時代 役
- おくさまは18歳（2011年、フジテレビTWO）- 井川沙織 役

### オリジナルビデオ
- ほんとにあった! 呪いのビデオ（※2004年以前の作品）

### ラジオドラマ
- 青春アドベンチャー「翼はいつまでも」 （岡田里子）

### 映画
- 新生 トイレの花子さん（1998年）
劇場公開用の本篇ではなく、富士急ハイランドのアトラクション「3Dサウンドホラーハウス」での上映用作品。
- 電車男（2005年）
- 一生の?お願い（2005年） 有川椿役

### 舞台
- ハイブリッド・アミューズメント・ショウ bpm公演「ハイカラ」（2009年）佐伯智代
- ORANGE（2013年）優子
- 朗読劇 しっぽのなかまたち3（2013年）ココ、小春、近藤奈々、安野まどか/プリンセスキャンディー[118]
- ストレートプレイ・ミュージカル「うたかふぇ」（2015年7月3日 - 7月12日、サンシャイン劇場）堀口メイ[119]

### 映像商品
- THE IDOLM@STER CINDERELLA GIRLS 2ndLIVE PARTY M@GIC!!（2015年）[120]

### ラジオ
- ツバサ・クロニクル 由依&美香のぷり☆すて（2005年 - 2006年、BEAT☆Net Radio!(インターネット配信)）
- 牧野由依の204号室（2005年 - 2006年、ビクター公式サイト(インターネット配信)）
- ぷり☆すて RETURN（2006年、BEAT☆Net Radio!(インターネット配信)）
- 牧野由依の表サンドロビッチ（2006年 - 2007年、ビクター公式サイト(インターネット配信)）
- 牧野由依の大門ドロビッチ（2006年 - 2007年、超!放送局(インターネット配信)）
- ビクターPresents 牧野由依のキャララジオ（2007年(インターネット配信)）
- スケッチブック ほんわからじお（2007年 - 2008年、アニメイトTV※・メディファクラジオ(インターネット配信)）
- ウハウハ大放送 アニメストリート（2007年 - 2008年、アール・エフ・ラジオ日本）
- アークライズLady Radio Hour（2009年、アークライズファンタジア公式サイト(インターネット配信)）
- 牧野由依のアンダンテ放送室（2009年 - 2010年、声優グランプリmobile(インターネット配信)）
- ふわふわ♪レディオ（2010年、ソニーミュージック オフィシャルサイト(インターネット配信)）
- 牧野さん家のごった煮（2010年 - 2011年、アニメイトTV※・ソニーミュージック オフィシャルサイト(インターネット配信)）
- 女医、牧野先生のお悩み診療室（2010年 - 2011年、声優アニメイト(インターネット配信)）
- Music Spice!（2015年 - 2016年、FM-FUJI）
- 石川界人と牧野由依のサクラダリセット奉仕ラジオ（2017年、ラジオ大阪）
- THE IDOLM@STER MUSIC ON THE RADIO（2020年、ニコニコ生放送(インターネット配信)） - アシスタントパーソナリティー
- 東京24区 未来を選択するラジオ（2022年 - 、音泉(インターネット配信)） - マンスリー・パーソナリティ[121]

### ナレーション
- 堀場製作所
- REIMI「LOVE LECTURE」（CMスポット）
- ローソンチケット
- リクルートフロムA
- インターネットラジオステーション＜音泉＞音泉インフォメーション（2010年8月放送分担当）
- あにてれ Presents アニソンぷらす+（テレビ東京、2011年1月度ナレーション担当）

### テレビ番組
- 笑っていいとも!（クイズ最高人間に聞け!最高チルドレン）
- 人気者で行こう!（秋の大運動会）
- NHK-BS「BS永遠の音楽大全集 アニメソング特集」（「アムリタ」を歌唱）
- 「フィッチウィッチちゃんねる」（夕木沙希）
- VACANCES〜バカンス〜（TBS、2010年3月放送分担当）
- あにてれ Presents アニソ〜ンぷらす+（テレビ東京 / 出演：2010年6月、11月）
- 牧野由依のピュアなハートでドキドキ生放送SP（あっ!とおどろく放送局、2010年7月2日）
- J-MELO（NHK総合、2010年8月1日）
- MJ Presents新世紀アニソンSP.3（NHK総合、2010年8月8日）
- 『あにてれ Presents アニソ〜ンぷらす+』（通算4代目）ジングルの制作提供（2010年11月29日 - ）
- アニソンぷらすLIVE2011（テレビ東京、2011年1月3日）
- ハッピーMusic（日本テレビ、2011年4月29日）「お願いジュンブライト」を歌唱
- ワラッチャオ!（NHK BSプレミアム、2014年5月18日）大泉今日子役
- ナカイの窓（日本テレビ、2015年3月25日）
- ちちんぷいぷい（毎日放送、2015年10月16日）
- NAOMIの部屋（NHK総合、2017年7月23日）

### インターネットテレビ
- GyaOジョッキー「由依が独奏」
- 牧野由依の大人だっていいじゃない！青春laboratory（2018年 - 、ニコニコ動画 Phononチャンネル）[122]

### その他コンテンツ
- 小学館21世紀こども百科（CM）
- 学研イマジン学園（CM）
- 公文式（CM / 写真）
- ニッスイ（CM）
- お話の森CD-ROMソフトウェア
- 「CR 超絶合体SRD」（メイ）
- 「スケッチブック 〜full color's〜」プロモーションビデオのピアノ演奏
- 「宇宙をかける少女」第24話 作画協力[123][124]
- 「PACHINKO 宇宙をかける少女」（河合ほのか）
- 「はぢがーる」モーションコミック（本田鈴）
- 「アイドルマスター シンデレラガールズ劇場」DVD/BD 第1巻 特典CD「なんちゃってコメンタリー」
- ASMR『いやでんっ!2 〜癒やしの寝台列車「キャトルセゾン」〜』（2021年、牡丹[125]）
- ボイスドラマ『お隣の男子大学生に胃袋を掴まれそうです。』（2021年、伊月玲香[126]）
- パチスロ『ゼーガペイン2』（2022年、メイウー[127]）

## ディスコグラフィ

### シングル
|            | 発売日         | タイトル                                            | 規格品番                                                        | 規格品番                                                        | オリコン 最高位 |
| 初回限定盤 | 発売日         | タイトル                                            | 通常盤                                                          |                                                                 | オリコン 最高位 |
| ---------- | -------------- | --------------------------------------------------- | --------------------------------------------------------------- | --------------------------------------------------------------- | --------------- |
| 1st        | 2005年8月18日  | アムリタ                                            |                                                                 | VICL-35846                                                      | 53位            |
| 2nd        | 2005年10月21日 | ウンディーネ                                        | VICL-35898                                                      | 25位                                                            |                 |
| 3rd        | 2006年4月26日  | ユーフォリア                                        | VICL-35986                                                      | 18位                                                            |                 |
| 4th        | 2006年10月25日 | もどかしい世界の上で                                | VICL-36167                                                      | 58位                                                            |                 |
| 5th        | 2007年10月24日 | スケッチブックを持ったまま                          | VTCL-35003                                                      | 38位                                                            |                 |
| 6th        | 2007年11月21日 | synchronicity                                       | VTCL-35007                                                      | 49位                                                            |                 |
| 7th        | 2008年1月23日  | スピラーレ                                          | VTCL-35016                                                      | 20位                                                            |                 |
| ※          | 2009年10月7日  | たんぽぽ水車 〜Yui Makino Version〜                 | BGCR-1014（アニメイト・ゲーマーズ限定販売） DQC-432（一般販売） | BGCR-1014（アニメイト・ゲーマーズ限定販売） DQC-432（一般販売） |                 |
| 8th        | 2010年3月3日   | ふわふわ♪                                           | ESCL-3367/8                                                     | ESCL-3369                                                       | 50位            |
| 9th        | 2010年11月10日 | 碧の香り                                            | ESCL-3405/6                                                     | ESCL-3407                                                       | 55位            |
| 10th       | 2011年4月27日  | お願いジュンブライト                                | ESCL-3674/5                                                     | ESCL-3676                                                       | 41位            |
| 11th       | 2014年8月20日  | 囁きは"Crescendo"                                   |                                                                 | TECI-349                                                        | 73位            |
| 12th       | 2015年6月3日   | きみの選ぶみち                                      | TECI-371                                                        | TECI-372                                                        | 52位            |
| 13th       | 2016年10月19日 | What A Beautiful World / ウイークエンド・ランデヴー | TECI-514 (A) TECI-515 (B)                                       | TECI-516                                                        | 25位            |
| 14th       | 2017年6月7日   | Reset                                               | TECI-554 (A) TECI-555 (B)                                       | TECI-556                                                        | 22位            |
| 15th       | 2021年12月1日  | エスペーロ                                          | VTCL-35338（YUI盤） VTCL-35337（ARIA盤）                        | VTCL-35338（YUI盤） VTCL-35337（ARIA盤）                        | 29位            |

※カバー・シングル

### 配信限定シングル
| 発売日        | タイトル                                     | 規格                   |
| ------------- | -------------------------------------------- | ---------------------- |
| 2015年2月15日 | 88秒フライト                                 | デジタル・ダウンロード |
| 2021年4月3日  | シルエット                                   | デジタル・ダウンロード |
| 2022年3月10日 | Touch of Hope                                | デジタル・ダウンロード |
| 2024年1月19日 | non-reflection（Aiobahn feat. 牧野由依名義） | デジタル・ダウンロード |

### アルバム
|            | 発売日        | タイトル                 | 規格品番                    | 規格品番   | オリコン 最高位 |
| 初回限定盤 | 発売日        | タイトル                 | 通常盤                      |            | オリコン 最高位 |
| ---------- | ------------- | ------------------------ | --------------------------- | ---------- | --------------- |
| 1st        | 2006年12月6日 | 天球の音楽               |                             | VICL-62167 | 36位            |
| 2nd        | 2008年3月26日 | マキノユイ。             | VTZL-4                      | VTCL-60036 | 22位            |
| 3rd        | 2011年7月6日  | ホログラフィー           | ESCL-3694/5                 | ESCL-3696  | 27位            |
| 4th        | 2015年10月7日 | タビノオト               | TECI-1466                   | TECI-1467  | 41位            |
| ミニ       | 2018年3月21日 | WILL                     | TECI-1582                   | TECI-1583  | 36位            |
| セレクト   | 2019年3月20日 | UP!!!!                   |                             | TECI-1629  | 39位            |
| ミニ       | 2022年10月5日 | あなたとわたしを繋ぐもの | VTZL-215（A） VTZL-216（B） | VTCL-60565 | 42位            |

### タイアップ曲
| 楽曲                          | タイアップ                                                                |
| ----------------------------- | ------------------------------------------------------------------------- |
| アムリタ                      | アニメ映画『劇場版ツバサ・クロニクル 鳥カゴの国の姫君』エンディングテーマ |
| アムリタ                      | テレビアニメ『ツバサ・クロニクル』挿入歌                                  |
| ウンディーネ                  | テレビアニメ『ARIA The ANIMATION』オープニングテーマ                      |
| ユーフォリア                  | テレビアニメ『ARIA The NATURAL』オープニングテーマ                        |
| もどかしい世界の上で          | テレビアニメ『N・H・Kにようこそ!』エンディングテーマ                      |
| スケッチブックを持ったまま    | テレビアニメ『スケッチブック 〜full color's〜』エンディングテーマ         |
| Synchronicity                 | OVA『ツバサ TOKYO REVELATIONS』オープニングテーマ                         |
| スピラーレ                    | テレビアニメ『ARIA The ORIGINATION』オープニングテーマ                    |
| ふわふわ♪                     | メルパルク仙台企業CMソング                                                |
| 碧の香り                      | テレビアニメ『ソウルイーター リピートショー』エンディングテーマ           |
| お願いジュンブライト          | 資生堂 エリクシール ホワイト（「守れ 純ブライト」篇）CMソング             |
| お願いジュンブライト          | CSドラマ『おくさまは18歳』主題歌                                          |
| 囁きは"Crescendo"             | テレビアニメ『フランチェスカ』エンディングテーマ                          |
| Reset                         | テレビアニメ『サクラダリセット』オープニングテーマ                        |
| Colors of Happiness           | テレビアニメ『サクラダリセット』エンディングテーマ                        |
| エスペーロ                    | アニメ映画『ARIA The BENEDIZIONE』オープニングテーマ                      |
| ウンディーネ〜2021 edizione〜 | アニメ映画『ARIA The BENEDIZIONE』エンディングテーマ                      |
| Touch of Hope                 | 長編アニメーション「とつくにの少女」主題歌                                |

### キャラクターソング
| 発売日   | 商品名 | 歌 | 楽曲 | 備考                                                                      |
| 2005年   | 2005年 | 2005年 | 2005年 | 2005年                                                                    |
| -------- | --- | --- | --- | ------------------------------------------------------------------------- |
| 12月16日 | 「ツバサ・クロニクル」ドラマ&キャラソンアルバム『王宮のマチネ』Chapter.1 〜水上都市コラル〜                  | サクラ（牧野由依） | 「永遠の想い」 | ドラマCD『ツバサ・クロニクル』エンディングテーマ                          |
| 2006年   | | | |                                                                           |
| 3月24日  | 「ツバサ・クロニクル」ドラマ&キャラソンアルバム『王宮のマチネ』Chapter.3〜言えないセリフ〜                   | サクラ（牧野由依）、小狼（入野自由） | 「ユメノツバサ（Duet Version）」 | ドラマCD『ツバサ・クロニクル』エンディングテーマ                          |
| 2007年   | | | |                                                                           |
| 12月19日 | OVA『星の海のアムリ』美少女キャラ盤Vol.1 「アムリとやっちゃおうよ！」                                        | アムリ率いる宇宙少女ヴァンアレン隊 | 「やっちゃおうよ！」 | OVA『星の海のアムリ』オープニングテーマ                                   |
| 12月19日 | OVA『星の海のアムリ』美少女キャラ盤Vol.1 「アムリとやっちゃおうよ！」                                        | アムリ（牧野由依） | 「海鳥花」 | OVA『星の海のアムリ』挿入歌                                               |
| 2008年   | | | |                                                                           |
| 7月30日  | OVA『星の海のアムリ』美少女キャラ盤Vol.2 「すずとやっちゃおうよ！」                                          | すず率いる宇宙少女ヴァンアレン隊 | 「すずめの兵隊さん」 | OVA『星の海のアムリ』エンディングテーマ                                   |
| 10月1日  | OVA『星の海のアムリ』美少女キャラ盤Vol.3 「ペリエとやっちゃおうよ！」                                        | ペリエ率いる宇宙少女ヴァンアレン隊 | 「ケルトの海でKuyuraruLa…」 | OVA『星の海のアムリ』エンディングテーマ                                   |
| 10月22日 | OVA『星の海のアムリ』オリジナルサウンドトラック「みんなでやっちゃおうよ！」                                  | 宇宙少女ヴァンアレン隊 wants フェミナ | 「海鳥花（ハートフルVer.）」 | OVA『星の海のアムリ』関連曲                                               |
| 2009年   | | | |                                                                           |
| 2月4日   | 宇宙は少女のともだちさっ                                                                                     | 獅子堂秋葉（MAKO）、神凪いつき（遠藤綾）、河合ほのか（牧野由依） | 「宇宙は少女のともだちさっ」 | テレビアニメ『宇宙をかける少女』エンディングテーマ                        |
| 2月4日   | 宇宙は少女のともだちさっ                                                                                     | 獅子堂秋葉（MAKO）、神凪いつき（遠藤綾）、河合ほのか（牧野由依） | 「Girlish my MIGHT」 | ラジオ『宇宙をかけるラジオ』主題歌                                        |
| 3月11日  | 宇宙をかける少女 キャラクターソング Vol.3 河合ほのか                                                         | 河合ほのか（牧野由依） | 「モロイミライキライ」 「宇宙は少女のともだちさっ」 | テレビアニメ『宇宙をかける少女』関連曲                                    |
| 5月1日   | ドラマCD「わがまま戦隊ブルームハート！」                                                                     | ブルームハート | 「咲き誇れ！ブルームハート！」 | ドラマCD『わがまま戦隊ブルームハート！』テーマソング                      |
| 8月26日  | Aggressive zone                                                                                              | ニードレス★ガールズ+ | 「Aggressive zone」 | テレビアニメ『NEEDLESS』エンディングテーマ                                |
| 8月26日  | Aggressive zone                                                                                              | ニードレス★ガールズ+ | 「あまくてまるいあした」 | テレビアニメ『NEEDLESS』関連曲                                            |
| 9月9日   | CHARACTERS♡LOVE MISSION                                                                                      | 未央（牧野由依） | 「歌おう！ニードレス★ガールズ」 「純情リフレイン」 | テレビアニメ『NEEDLESS』関連曲                                            |
| 10月21日 | 「Which Witch?」キャラクターCD 第2弾〜沙希〜                                                                 | 夕木沙希（牧野由依） | 「若草色のクライナー・フォーゲル」 | トレーディングカードゲーム『Which Witch?』関連曲                          |
| 11月11日 | WANTED! for the love                                                                                         | ニードレス★ガールズ+ | 「WANTED! for the love」 | テレビアニメ『NEEDLESS』エンディングテーマ                                |
| 2010年   | | | |                                                                           |
| 3月3日   | 「アークライズファンタジア」オリジナルサウンドトラック                                                       | リフィア（牧野由依） | 「イマジナル・ソング」 「浄化の光」 「リフィアの願い」 「天の涙」 | ゲーム『アークライズファンタジア』挿入歌                                  |
| 2012年   | | | |                                                                           |
| 2月22日  | 「UN-GO」オリジナルサウンドトラック                                                                          | 夜長姫 | 「ヴァルハラ処女ヶ丘」 | テレビアニメ『UN-GO』挿入歌                                               |
| 2月22日  | 「UN-GO」オリジナルサウンドトラック                                                                          | 夜長姫3+1 | 「Beautiful dreamer」 | テレビアニメ『UN-GO』挿入歌                                               |
| 2013年   | | | |                                                                           |
| 2月22日  | 弾けろ！しーきゅーぶ！                                                                                       | ステラ女学院高等科C3部 | 「弾けろ！しーきゅーぶ！」 | テレビアニメ『ステラ女学院高等科C3部』エンディングテーマ                  |
| 2月22日  | 弾けろ！しーきゅーぶ！                                                                                       | 大和ゆら（牧野由依） | 「絶対高校デビュー計画」 | テレビアニメ『ステラ女学院高等科C3部』関連曲                              |
| 4月27日  | Hungry Zombie Francesca!!                                                                                    | フランチェスカ（牧野由依） | 「Hungry Zombie Francesca!!」 | 『フランチェスカ』関連曲                                                  |
| 11月13日 | THE IDOLM@STER CINDERELLA MASTER 021 佐久間まゆ                                                              | 佐久間まゆ（牧野由依） | 「エヴリデイドリーム」 | ゲーム『アイドルマスター シンデレラガールズ』関連曲                       |
| 2014年   | | | |                                                                           |
| 4月23日  | 快楽原理 | coffin princess | 「快楽原理」 | テレビアニメ『棺姫のチャイカ』エンディングテーマ                          |
| 4月23日  | 快楽原理 | レイラ（牧野由依） | 「快楽原理」 | テレビアニメ『棺姫のチャイカ』エンディングテーマ                          |
| 12月31日 | THE IDOLM@STER CINDERELLA MASTER Cute Jewelries! 002                                                         | 三村かな子（大坪由佳）、輿水幸子（竹達彩奈）、佐久間まゆ（牧野由依）、緒方智絵里（大空直美）、小早川紗枝（立花理香）                                                                                       | 「パステルピンクな恋」 「ゴキゲンParty Night」 | ゲーム『アイドルマスター シンデレラガールズ』関連曲                       |
| 12月31日 | THE IDOLM@STER CINDERELLA MASTER Cute Jewelries! 002                                                         | 佐久間まゆ（牧野由依） | 「誰より好きなのに」 | ゲーム『アイドルマスター シンデレラガールズ』関連曲                       |
| 2015年   | | | |                                                                           |
| 2月18日  | THE IDOLM@STER CINDERELLA GIRLS ANIMATION PROJECT 01 Star!!                                                  | 高垣楓（早見沙織）、城ヶ崎美嘉（佳村はるか）、小日向美穂（津田美波）、十時愛梨（原田ひとみ）、川島瑞樹（東山奈央）、日野茜（赤﨑千夏）、輿水幸子（竹達彩奈）、佐久間まゆ（牧野由依）、白坂小梅（桜咲千依） | 「お願い！シンデレラ」 | テレビアニメ『アイドルマスター シンデレラガールズ』挿入歌                 |
| 4月15日  | 放課後のプレアデス Blu-ray YouTube版 特典CD                                                                  | すばる（高森奈津美）、あおい（大橋歩夕）、いつき（立野香菜子）、ひかる（牧野由依）、ななこ（藤田咲） | 「放課後のプレアデス」 | Webアニメ『放課後のプレアデス』主題歌                                     |
| 5月27日  | ここから、かなたから                                                                                         | fragments | 「ここから、かなたから」 | テレビアニメ『放課後のプレアデス』エンディングテーマ                      |
| 5月27日  | ここから、かなたから                                                                                         | fragments | 「Stella-rium 〜fragments cover〜」 | テレビアニメ『放課後のプレアデス』関連曲                                  |
| 8月26日  | プリパラ アイドルソング♪コレクションbyそらマゲドン・み                                                       | そらマゲドン・み | 「ラッキー！サプライズ☆バースデイ」 | テレビアニメ『プリパラ』挿入歌                                            |
| 8月26日  | プリパラ アイドルソング♪コレクションbyそらマゲドン・み                                                       | アロマゲドン | 「でび&えん☆Reversible-Ring」 | テレビアニメ『プリパラ』挿入歌                                            |
| 9月25日  | アイドルマスター シンデレラガールズ BD・DVD 第5巻完全生産限定版特典CD「346Pro IDOL selection vol.3」         | 佐久間まゆ（牧野由依）、小早川紗枝（立花理香） | 「あいくるしい」 | テレビアニメ『アイドルマスター シンデレラガールズ』関連曲                 |
| 11月25日 | レインボウ・メロディー♪                                                                                      | プリパラドリーム☆オールスターズ | 「レインボウ・メロディー♪」 | テレビアニメ『プリパラ』エンディングテーマ                                |
| 2016年   | | | |                                                                           |
| 6月22日  | TABOOLESS | クレア・ハーヴェイ（M・A・O）、リディ・スタインバーグ（衣川里佳）、エリカ・キャンドル（牧野由依） | 「TABOOLESS」 | テレビアニメ『ハンドレッド』エンディングテーマ                            |
| 6月22日  | プリパラ☆ミュージックコレクション season.2                                                                   | アロマゲドン | 「でび&えん☆Reversible-Ring」 | テレビアニメ『プリパラ』挿入歌                                            |
| 6月22日  | プリパラ☆ミュージックコレクション season.2                                                                   | そらマゲドン・み | 「ラッキー！サプライズ☆バースデイ」 | テレビアニメ『プリパラ』挿入歌                                            |
| 6月22日  | プリパラ☆ミュージックコレクション season.2                                                                   | ふれんど〜る & セレパラ歌劇団 | 「アラウンド・ザ・プリパランド！」 | テレビアニメ『プリパラ』挿入歌                                            |
| 6月22日  | プリパラ☆ミュージックコレクション season.2                                                                   | ふれんど〜る | 「ドリームパレード」 | テレビアニメ『プリパラ』挿入歌                                            |
| 7月22日  | Z/X -Zillions of enemy X- NF DramaCD (8)「Y.T.黙示録 †ル・シエル メモワール†」                               | クレプス（牧野由依） | 「Never Ending Story」 | ドラマCD『Y.T.黙示録 † ル・シエル メモワール †』挿入歌                    |
| 9月28日  | ハンドレッドバトルソングシリーズ03                                                                           | レイティア（大坪由佳）、リディ（衣川里佳）、エリカ（牧野由依） | 「Back Up For you」 | テレビアニメ『ハンドレッド』関連曲                                        |
| 9月30日  | 映画プリパラ み〜んなのあこがれ♪レッツゴー☆プリパリ Blu-ray 初回生産限定特装版 特典CD                        | プリパラ☆オールアイドル's | 「オールアイドル組曲 プリシャス♪」 | 劇場アニメ『映画プリパラ み〜んなのあこがれ♪レッツゴー☆プリパリ』挿入歌   |
| 10月14日 | THE IDOLM@STER CINDERELLA GIRLS 4thLIVE TriCastle Story -Brand new Castle- 会場オリジナルCD 絶対ピンクな小箱 | 佐久間まゆ（牧野由依） | 「パステルピンクな恋」 | ゲーム『アイドルマスター シンデレラガールズ』関連曲                       |
| 10月26日 | THE IDOLM@STER CINDERELLA GIRLS STARLIGHT MASTER 06 Love∞Destiny                                             | 佐久間まゆ（牧野由依）、北条加蓮（渕上舞）、小日向美穂（津田美波）、多田李衣菜（青木瑠璃子）、緒方智絵里（大空直美）                                                                                       | 「Love∞Destiny（M@STER VERSION）」 | ゲーム『アイドルマスター シンデレラガールズ スターライトステージ』関連曲  |
| 12月23日 | プリパラソング♪コレクション 1stステージ                                                                      | Gaarmageddon | 「アメイジング・キャッスル」 | テレビアニメ『プリパラ』挿入歌                                            |
| 12月25日 | PriPara Music Collection vol.2                                                                               | あろま（牧野由依） | 「エビバデビル♪エブリデビル」 | ゲーム『プリパラ』関連曲                                                  |
| 2017年   | | | |                                                                           |
| 4月26日  | THE IDOLM@STER CINDERELLA GIRLS LITTLE STARS! キラッ!満開スマイル                                            | 島村卯月（大橋彩香）、小日向美穂（津田美波）、佐久間まゆ（牧野由依）、櫻井桃華（照井春佳）、双葉杏（五十嵐裕美）                                                                                           | 「キラッ！満開スマイル」 | テレビアニメ『アイドルマスター シンデレラガールズ劇場』エンディングテーマ |
| 5月13日  | THE IDOLM@STER CINDERELLA GIRLS 5thLIVE TOUR Serendipity Parade!!! 宮城・石川・大阪 会場オリジナルCD         | 佐久間まゆ（牧野由依） | 「Love∞Destiny（M@STER VERSION）」 | ゲーム『アイドルマスター シンデレラガールズ スターライトステージ』関連曲  |
| 5月31日  | THE IDOLM@STER CINDERELLA GIRLS STARLIGHT MASTER 11 あんきら!?狂騒曲                                         | 佐久間まゆ（牧野由依）、小早川紗枝（立花理香）、水本ゆかり（藤田茜）、三村かな子（大坪由佳）、速水奏（飯田友子）                                                                                           | 「あいくるしい」 | ゲーム『アイドルマスター シンデレラガールズ スターライトステージ』関連曲  |
| 7月23日  | GAME PriPara Music Collection vol.3                                                                          | そふぃ（久保田未夢）、あろま（牧野由依） | 「はい♥ラブバレンタイン〜そんでもってホワイトデー〜」 | ゲーム『プリパラ』関連曲                                                  |
| 7月23日  | GAME PriPara Music Collection vol.3                                                                          | あろま（牧野由依） | 「はい♥ラブバレンタイン〜そんでもってホワイトデー〜」 「夏休みまるっと楽しむ計画」                                                                                      | ゲーム『プリパラ』関連曲                                                  |
| 7月23日  | GAME PriPara Music Collection vol.3                                                                          | あろま（牧野由依）、みかん（渡部優衣）、ガァルル（真田アサミ） | 「夏休みまるっと楽しむ計画」 | ゲーム『プリパラ』関連曲                                                  |
| 8月9日   | THE IDOLM@STER CINDERELLA GIRLS STARLIGHT MASTER 12 命燃やして恋せよ乙女                                     | 佐久間まゆ（牧野由依） | 「マイ・スイート・ハネムーン」 | ゲーム『アイドルマスター シンデレラガールズ スターライトステージ』関連曲  |
| 9月20日  | プリパラ☆ミュージックコレクション season.3                                                                   | Dressing Pafé、NonSugar、Tricolore、Gaarmageddon、UCCHARI BIG-BANGS | 「組曲フォーエバー☆フレンズ〜インターリュード〜「メモリーズ・メドレー」」                                                                                               | テレビアニメ『プリパラ』挿入歌                                            |
| 9月20日  | プリパラ☆ミュージックコレクション season.3                                                                   | SoLaMi♡SMILE、Dressing Pafé、NonSugar、Tricolore、Gaarmageddon、UCCHARI BIG-BANGS | 「組曲フォーエバー☆フレンズ〜第三楽章〜「My Friend, Dear Friend」 〜第四楽章〜「ウィー・アー・ザ・フレンズ！」」                                                        | テレビアニメ『プリパラ』挿入歌                                            |
| 12月13日 | THE IDOLM@STER CINDERELLA MASTER 恋が咲く季節                                                                | 高垣楓（早見沙織）、本田未央（原紗友里）、藤原肇（鈴木みのり）、荒木比奈（田辺留依）、喜多見柚（武田羅梨沙多胡）、佐久間まゆ（牧野由依）、村上巴（花井美春）、関裕美（会沢紗弥）、緒方智絵里（大空直美）   | 「恋が咲く季節」 | ゲーム『アイドルマスター シンデレラガールズ』関連曲                       |
| 12月13日 | THE IDOLM@STER CINDERELLA MASTER 恋が咲く季節                                                                | 高垣楓（早見沙織）、本田未央（原紗友里）、佐久間まゆ（牧野由依） | 「Tulip」 | ゲーム『アイドルマスター シンデレラガールズ』関連曲                       |
| 12月10日 | GAME PriPara Music Collection vol.4                                                                          | あろま（牧野由依）、みかん（渡部優衣）、ふわり（佐藤あずさ）、あじみ（上田麗奈） | 「GoGo!プリパライフ2016」 | ゲーム『プリパラ』関連曲                                                  |
| 12月10日 | GAME PriPara Music Collection vol.4                                                                          | あろま（牧野由依） | 「GoGo!プリパライフ2016」 「ファン！ファン！ウィンター！」 | ゲーム『プリパラ』関連曲                                                  |
| 12月10日 | GAME PriPara Music Collection vol.4                                                                          | らぁら（茜屋日海夏）、あろま（牧野由依）、みかん（渡部優衣） | 「ファン！ファン！ウィンター！」 | ゲーム『プリパラ』関連曲                                                  |
| 2018年   | | | |                                                                           |
| 1月24日  | スクールガールストライカーズ ～トゥインクルメロディーズ～ Melody Collection                                  | ビスケット・シリウス | 「ハートビーツ」 | ゲーム『スクールガールストライカーズ ～トゥインクルメロディーズ～』関連曲 |
| 3月7日   | THE IDOLM@STER CINDERELLA MASTER イリュージョニスタ！                                                        | 本田未央（原紗友里）佐久間まゆ（牧野由依）、鷺沢文香（M・A・O）、輿水幸子（竹達彩奈）、新田美波（洲崎綾）                                                                                                  | 「イリュージョニスタ！（M＠STER VERSION）」 | ゲーム『アイドルマスター シンデレラガールズ スターライトステージ』関連曲  |
| 3月25日  | GAME PriPara Music Collection vol.5                                                                          | あろま（牧野由依） | 「と・き・め・きDays」 | ゲーム『プリパラ』関連曲                                                  |
| 3月28日  | ポプテピピック ALL TIME BEST                                                                                 | ポプ子（牧野由依）、ピピ美（渡部優衣） | 「POPPY PAPPY DAY」 「POPPY PAPPY DAY（Route66 Mix）」 | テレビアニメ『ポプテピピック』エンディングテーマ                          |
| 3月28日  | ポプテピピック ALL TIME BEST                                                                                 | ポプ子（牧野由依）、ピピ美（渡部優衣） | 「恋して♡ポプテピピック」 「LET'S POP TOGETHER」 | テレビアニメ『ポプテピピック』挿入歌                                      |
| 3月28日  | ポプテピピック ALL TIME BEST                                                                                 | おりこうモンキーズ | 「オリコうんナンバーワン」 「売れたいモンキーズ」 | テレビアニメ『ポプテピピック』挿入歌                                      |
| 7月4日   | 週刊少年ジャンプ50th Anniversary BEST ANIME MIX vol.3                                                        | 小島有希（牧野由依） | 「Sweet Days」 | Webアニメ『ホイッスル！（ボイスリメイク版）』エンディングテーマ           |
| 10月31日 | THE IDOLM@STER CINDERELLA MASTER Trust me                                                                    | THE IDOLM@STER CINDERELLA GIRLS! | 「Trust me」 | ゲーム『アイドルマスター シンデレラガールズ』関連曲                       |
| 2019年   | | | |                                                                           |
| 5月25日  | GAME Pri☆chan Music Collection vol.1                                                                         | マイキャラガールズ | 「パシャッとパシャ☆ステでゴー！ ～Go★Go Pri☆chan!～」 | ゲーム『キラッとプリ☆チャン』関連曲                                       |
| 5月25日  | GAME Pri☆chan Music Collection vol.1                                                                         | マイキャラ☆こあくま（牧野由依） | 「パシャッとパシャ☆ステでゴー！ ～Go★Go Pri☆chan!～」 | ゲーム『キラッとプリ☆チャン』関連曲                                       |
| 9月11日  | プロミス！リズム！パラダイス！                                                                               | ドロマゲドン・ひ | 「スター☆ア・ラ・カルト」 | テレビアニメ『プリパラ』関連曲                                            |
| 9月11日  | プロミス！リズム！パラダイス！                                                                               | ガァルマゲドン | 「神曲！〜Gaarmage Tourism〜」 | テレビアニメ『プリパラ』関連曲                                            |
| 9月11日  | プロミス！リズム！パラダイス！                                                                               | ガァルマゲドン・ミ | 「し〜くれっと！ラタトゥイユ」 | テレビアニメ『プリパラ』関連曲                                            |
| 9月14日  | GAME Pri☆chan Music Collection vol.2                                                                         | マイキャラガールズ | 「Forever Friends ～1/74億分の奇跡～（プリ☆チャン2018ver.）」 「スススス天才スマイル（プリ☆チャン2018ver.）」 「ありがとう、ごめんね、また明日（プリ☆チャン2018ver.）」 | ゲーム『キラッとプリ☆チャン』関連曲                                       |
| 9月14日  | GAME Pri☆chan Music Collection vol.2                                                                         | マイキャラ☆こあくま（牧野由依） | 「Forever Friends ～1/74億分の奇跡～（プリ☆チャン2018ver.）」 「スススス天才スマイル（プリ☆チャン2018ver.）」 「ありがとう、ごめんね、また明日（プリ☆チャン2018ver.）」 | ゲーム『キラッとプリ☆チャン』関連曲                                       |
| 11月13日 | THE IDOLM@STER CINDERELLA MASTER 3chord for the Pops!                                                        | 佐久間まゆ（牧野由依）、久川颯（長江里加）、中野有香（下地紫野）、佐々木千枝（今井麻夏）、堀裕子（鈴木絵理）                                                                                               | 「comic cosmic（M@STER VERSION）」 | ゲーム『アイドルマスター シンデレラガールズ』関連曲                       |
| 2020年   | | | |                                                                           |
| 1月22日  | THE IDOLM@STER CINDERELLA MASTER 夢をのぞいたら                                                              | THE IDOLM@STER CINDERELLA GIRLS! | 「夢をのぞいたら」 | ゲーム『アイドルマスター シンデレラガールズ』関連曲                       |
| 1月22日  | THE IDOLM@STER CINDERELLA MASTER 夢をのぞいたら                                                              | 本田未央（原紗友里）、北条加蓮（渕上舞）、一ノ瀬志希（藍原ことみ）、鷺沢文香（M・A・O）、佐久間まゆ（牧野由依）                                                                                            | 「Trust me」 | ゲーム『アイドルマスター シンデレラガールズ』関連曲                       |
| 2月5日   | THE IDOLM@STER CINDERELLA GIRLS STARLIGHT MASTER for the NEXT! 05 ギュっとMilky Way                          | 佐久間まゆ（牧野由依）、喜多日菜子（深川芹亜） | 「ギュっとMilky Way（M@STER VERSION）」 | ゲーム『アイドルマスター シンデレラガールズ スターライトステージ』関連曲  |
| 2月5日   | THE IDOLM@STER CINDERELLA GIRLS STARLIGHT MASTER for the NEXT! 05 ギュっとMilky Way                          | 佐久間まゆ（牧野由依） | 「ギュっとMilky Way（M@STER VERSION）」 | ゲーム『アイドルマスター シンデレラガールズ スターライトステージ』関連曲  |
| 2021年   | | | |                                                                           |
| 4月7日   | THE IDOLM@STER CINDERELLA GIRLS STARLIGHT MASTER GOLD RUSH! 07 Wish you Happiness!!                          | 佐久間まゆ（牧野由依） | 「離れていても」 | ゲーム『アイドルマスター シンデレラガールズ スターライトステージ』関連曲  |
| 10月13日 | THE IDOLM@STER CINDERELLA GIRLS STARLIGHT MASTER GOLD RUSH! 11 Home Sweet Home                               | 白坂小梅（桜咲千依）、辻野あかり（梅澤めぐ）、道明寺歌鈴（新田ひより）、佐久間まゆ（牧野由依）、小日向美穂（津田美波）                                                                                     | 「Home Sweet Home（M@STER VERSION）」 | ゲーム『アイドルマスター シンデレラガールズ スターライトステージ』関連曲  |
| 10月13日 | THE IDOLM@STER CINDERELLA GIRLS STARLIGHT MASTER GOLD RUSH! 11 Home Sweet Home                               | 佐久間まゆ（牧野由依） | 「Home Sweet Home（M@STER VERSION）」 | ゲーム『アイドルマスター シンデレラガールズ スターライトステージ』関連曲  |
| 2022年   | | | |                                                                           |
| 1月19日  | THE IDOLM@STER CINDERELLA GIRLS 10th ANNIVERSARY M@GICAL WONDERLAND TOUR!!! CosmoStar Land オリジナルCD      | 佐久間まゆ（牧野由依） | 「恋が咲く季節」 | ゲーム『アイドルマスター シンデレラガールズ』関連曲                       |
| 1月26日  | THE IDOLM@STER CINDERELLA MASTER キセキの証 & Let's Sail Away!!! & ココカラミライヘ！                        | THE IDOLM@STER CINDERELLA GIRLS for BEST5! | 「キセキの証」 | ゲーム『アイドルマスター シンデレラガールズ』関連曲                       |
| 1月26日  | THE IDOLM@STER CINDERELLA MASTER キセキの証 & Let's Sail Away!!! & ココカラミライヘ！ 特別限定盤             | 佐久間まゆ（牧野由依） | 「キセキの証」 | ゲーム『アイドルマスター シンデレラガールズ』関連曲                       |
| 2月16日  | THE IDOLM@STER CINDERELLA GIRLS 10th ANNIVERSARY M@GICAL WONDERLAND TOUR!!! Tropical Land オリジナルCD       | 佐久間まゆ（牧野由依） | 「Trust me」 | ゲーム『アイドルマスター シンデレラガールズ スターライトステージ』関連曲  |
| 9月3日   | THE IDOLM@STER CINDERELLA GIRLS LIKE4LIVE #cg_ootd 会場オリジナルCD                                          | 佐久間まゆ（牧野由依） | 「夢をのぞいたら」 | ゲーム『アイドルマスター シンデレラガールズ スターライトステージ』関連曲  |
| 2023年   | | | |                                                                           |
| 8月23日  | THE IDOLM@STER CINDERELLA GIRLS STARLIGHT MASTER PLATINUM NUMBER 06 Isosceles                                | 佐久間まゆ（牧野由依）、桐生つかさ（河瀬茉希） | 「DNA狂詩曲」 | ゲーム『アイドルマスター シンデレラガールズ スターライトステージ』関連曲  |
| 9月13日  | THE IDOLM@STER CINDERELLA GIRLS STARLIGHT MASTER PLATINUM NUMBER 08 ミライコンパス                           | 望月聖（原涼子）、佐久間まゆ（牧野由依）、緒方智絵里（大空直美）、依田芳乃（高田憂希）、高森藍子（金子有希）                                                                                               | 「ミライコンパス（M@STER VERSION）」 | ゲーム『アイドルマスター シンデレラガールズ スターライトステージ』関連曲  |
| 9月13日  | THE IDOLM@STER CINDERELLA GIRLS STARLIGHT MASTER PLATINUM NUMBER 08 ミライコンパス                           | 佐久間まゆ（牧野由依） | 「ミライコンパス（M@STER VERSION）」 | ゲーム『アイドルマスター シンデレラガールズ スターライトステージ』関連曲  |
| 11月22日 | THE IDOLM@STER CINDERELLA GIRLS STARLIGHT MASTER HEART TICKER! 01 無限L∞PだLOVE♡                             | 辻野あかり（梅澤めぐ）、佐久間まゆ（牧野由依）、多田李衣菜（青木瑠璃子）、神崎蘭子（内田真礼）、木村夏樹（安野希世乃）、二宮飛鳥（青木志貴）、ナターリア（生田輝）、黒埼ちとせ（佐倉薫）                   | 「無限L∞PだLOVE♡（M@STER VERSION）」 | ゲーム『アイドルマスター シンデレラガールズ スターライトステージ』関連曲  |
| 11月22日 | THE IDOLM@STER CINDERELLA GIRLS STARLIGHT MASTER HEART TICKER! 01 無限L∞PだLOVE♡                             | 佐久間まゆ（牧野由依） | 「無限L∞PだLOVE♡（M@STER VERSION）」 | ゲーム『アイドルマスター シンデレラガールズ スターライトステージ』関連曲  |
| 2024年   | | | |                                                                           |
| 2月28日  | THE IDOLM@STER CINDERELLA MASTER パジャマジャマ ＆ この恋の解を答えなさい                                    | THE IDOLM@STER CINDERELLA GIRLS Stage for Cinderella groupC BEST5! | 「パジャマジャマ」 | ゲーム『アイドルマスター シンデレラガールズ スターライトステージ』関連曲  |

### その他参加楽曲
| 発売日         | 商品名                                                                   | 歌                             | 楽曲 | 備考                                                              |
| -------------- | ------------------------------------------------------------------------ | ------------------------------ | --- | ----------------------------------------------------------------- |
| 2005年6月8日   | 創聖のアクエリオン Original Sound Track                                  | 牧野由依                       | 「オムナ マグニ」 | テレビアニメ『創聖のアクエリオン』エンディングテーマ              |
| 2005年9月22日  | 「ツバサ・クロニクル」オリジナルサウンドトラック『Future Soundscape II』 | 牧野由依                       | 「ユメノツバサ」 | テレビアニメ『ツバサ・クロニクル』挿入歌                          |
| 2005年11月23日 | ARIA The ANIMATION オリジナルサウンドトラック                            | 牧野由依                       | 「ウンディーネ -forest mix-」 | テレビアニメ『ARIA The ANIMATION』オープニングテーマ              |
| 2006年8月23日  | 「N・H・Kにようこそ!」O.S.T.『ダークサイドにようこそ!』                  | 牧野由依                       | 「ダークサイドについてきて」 | テレビアニメ『N・H・Kにようこそ!』挿入歌                          |
| 2006年10月4日  | 「ZEGAPAIN」O.S.T.2                                                      | 牧野由依                       | 「CESTREE」 | テレビアニメ『ゼーガペイン』挿入歌                                |
| 2006年12月20日 | 「ツバサ・クロニクル」ベスト・ボーカル・コレクション                     | 牧野由依                       | 「つきのしじま」 | テレビアニメ『ツバサ・クロニクル』挿入歌                          |
| 2007年12月27日 | スケッチブック 〜full color's〜Sketch Book Stories 〜前夜祭〜            | 花澤香菜、中世明日香、牧野由依 | 「たんぽぽ水車」 | テレビアニメ『スケッチブック 〜full color's〜』エンディングテーマ |
| 2009年7月22日  | ARIA The NATURAL ボーカルソング・コレクション                            | 牧野由依                       | 「ウンディーネ 〜弾き語り〜」 「ユーフォリア 〜弾き語り〜」 | テレビアニメ『ARIA The NATURAL』オープニングテーマ                |
| 2010年3月3日   | アークライズファンタジア オリジナルサウンドトラック                      | 牧野由依                       | 「天使の梯子〜crepuscular rays〜」 | ゲーム『アークライズファンタジア』挿入歌                          |
| 2010年5月5日   | 新・百歌声爛 -女性声優編-                                                | 牧野由依                       | 「espacio」〜 「ガーネット」〜 「お料理行進曲」〜 「プリンセス・ムーン」〜 「笑顔に会いたい」〜 「My Star」〜 「エール〜あなたの夢が叶うまで〜」〜 「氷の上に立つように」〜 「Wind Climbing 〜風にあそばれて〜」〜 「残酷な天使のテーゼ」 |                                                                   |
| 2010年7月14日  | feat.PLUS                                                                | pal@pop feat.牧野由依          | 「Zipper」 |                                                                   |
| 2020年9月16日  | Disney Glitter Melodies                                                  | Serph feat.牧野由依            | 「レット・イット・ゴー〜ありのままで」 |                                                                   |
| 2020年9月16日  | Disney Glitter Melodies -Deluxe Edition-                                 | Serph feat.牧野由依            | 「レット・イット・ゴー〈英語版〉」 |                                                                   |

### ピアノ演奏
- 「Love Letter」オリジナルサウンドトラック（1995年4月21日、監督：岩井俊二）
- 「リリイ・シュシュのすべて」オリジナルサウンドトラック（2001年10月17日、監督：岩井俊二）
- 「花とアリス」オリジナルサウンドトラック（2004年3月13日、監督：岩井俊二）
- 少女病ファーストメジャーアルバム「残響レギオン」（2010年12月8日）